# Pável Jólopov
Pável Nikoláyevich Jólopov (en ruso: Павел Николаевич Холопов) (6 de junio de 1922, Syktyvkar, Gobernatura de Vologda - 13 de abril de 1988, Moscú) fue un astrónomo ruso de la etapa soviética, director de la compilación del Catálogo General de Estrellas Variables (CGEV).

## Semblanza
Jólopov nació en una familia de maestros. En 1946 se graduó en astrofísica y matemáticas en la Universidad Estatal de Moscú. Entre 1946 y 1960 trabajó en el Consejo de la Academia de Ciencias Astronómicas de la URSS (primero como ayudante y a partir de 1957 como investigador). Desde 1960 hasta 1988 fue jefe del Departamento de Investigación sobre Estrellas Variables del Instituto Astronómico Sternberg (EFS). Después de la fusión de este departamento en el año 1978 con el Departamento de Estudios Galácticos, dirigió la División Mixta hasta su muerte, siendo a su vez profesor en la Universidad Estatal de Moscú.
Sus principales trabajos estuvieron centrados en el campo del estudio de las estrellas variables y de los cúmulos estelares. Desde 1946 participó en la labor de recopilación de datos y en la elaboración de catálogos de estrellas variables. Entre 1960 y 1977 dirigió este trabajo, primero junto con Boris Kukarkin, y después en solitario tras la muerte de este. Bajo su dirección se publicaron la tercera y la cuarta ediciones del Catálogo General de Estrellas Variables (CGEV).
Desarrolló un método para la determinación espacial de la densidad de estrellas en cúmulos esferoidales basado en su distribución aparente, desarrollando la teoría matemática subsiguiente. Investigó la estructura de un gran número de cúmulos globulares y de cúmulos abiertos, estableciendo la existencia de extensas coronas a su alrededor; y justificó la idea de la unidad estructural de los diferentes tipos de agrupaciones.
Realizó una revisión crítica sobre la cuestión de la dinámica de la evolución de estos grupos estelares, desarrollando una serie de argumentos a favor de la estabilidad de esos cúmulos, como NGC 6231, NGC 884 y NGC 869, el sistema del Trapecio de Orión y otros. Como resultado de su investigación de la estructura de la carta estelar de color-luminosidad estableció la secuencia principal inicial de tipos estelares en ella. Investigó un gran número de estrellas variables, en particular los pequeños objetos asociados con medios difusos. Estableció la clasificación de algunas estrellas variables en cúmulos abiertos, y desarrolló un método para determinar los períodos de estrellas variables mediante el uso de ordenadores.
Fue el autor de cerca de 180 trabajos científicos, incluyendo su fundamental monografía sobre cúmulos estelares.

## Publicaciones
- Asociaciones estelares y cúmulos estelares jóvenes. // Correspondencia del EFS. - 1979. - № 205. - S. 3-35.
- Cúmulos de estrellas. - M:. FIZMATLIT, 1981. - 479 p.
- La clasificación de las estrellas variables // Movimiento de estrellas. - 1981. - V. 21. - P. 465-484.
- Cúmulos jóvenes y Estrellas emergentes. - M:. Conocimiento, 1982. - 64 p.
- Componentes de fotometría sobre fotografías de estrellas binarias Cefeidas CE Casiopea // Movimiento de las estrellas. - 1983. - V. 22. - P. 93-100. (Al. - N. Efremov).

## Eponimia
- El asteroide (70418) Kholopov lleva este nombre en su memoria.